# Hetényi Antónia
Hetényi Antónia (Nyitra, 1840. szeptember 9. – Ádánd, 1909. március 26.) színésznő.

## Életútja
Hetényi József színész és Matzejovszky/Maciovszky Amália leánya, Szigetközi Zsigmond felesége. Keresztapja Marczibányi Lőrinc volt. Színésznő lett apjánál, ahol már 1845-től mint gyermek szerepelt. 1860-tól már sikeres operett- és népszínműénekesként ismerték, rendre első osztályú társulatoknál játszott. Igazgatói voltak többek között Bényei István, Sztupa Andor, Krecsányi Ignác és Csóka Sándor. 1889 decemberében nyugalomba vonult Komlóssy Ferenc társulatából. Halálát bélrák okozta. Arcképe a Színészegyesület muzeális ereklyéi között van.
Testvérei Molnár Györgyné Hetényi Laura, Amália, Béla, Elemér, Emília, Gyula, Jozefa, József mind színészek.

## Fontosabb szerepei
- Louise (Adolphe d'Ennery(wd) –  Eugène Cormon(wd): A két árva)
- Serpolette (Robert Planquette(wd): A corneville-i harangok)
- Nagyhercegnő (Jacques Offenbach: A gerolsteini nagyhercegnő)

## Működési adatai
1860: Szigeti Imre; 1860–61: Arad; 1864–65: Balogh Lajos; 1865–67: Bényei István; 1867: Budai Népszínház; 1870–71: Sztupa Andor; 1871–72: Kocsisovszky Jusztinné; 1874–75: Krecsányi Ignác; 1875–76: Némethyné Eötvös Borcsa; 1876–78: Sztupa Andor; 1878–79: Csóka Sándor; 1879–82: Sztupa Andor; 1883–84: Szilágyi Béla; 1885–86: Balogh Árpád; 1887–88: Komlóssy Ferenc.